# Aortenbogen-Syndrom
Das Aortenbogen-Syndrom (Synonyme: Mangold-Roth-Krankheit, Pulslos-Krankheit, pulseless disease, Obliterationssyndrom [der supraaortalen Gefäße], Takayasu-Syndrom) wird durch den Verschluss oder teilweisen Verschluss eines oder mehrerer Gefäße bedingt, die vom Aortenbogen abgehen.

## Ursachen
Dem von dem japanischen Augenarzt Takayasu 1908 zuerst beschriebenen Aortenbogen-Syndrom können sowohl durch Arteriosklerose als auch entzündlich bedingte Blutgefäßverschlüsse zugrunde liegen. Häufigste Ursachen sind die Takayasu-Arteriitis, Arteriosklerose, Endangiitis obliterans und angeborene Fehlbildungen.

## Klinik
Typischerweise findet sich an den oberen Extremitäten ein erniedrigter Blutdruck bzw. Pulslosigkeit, an den unteren ein durch Minderdurchblutung der Halsschlagader mit dem etwa durch eine Nervenentzündung (Neuritis der Karotis-Sinus-Fasern und dadurch funktionsbeeinträchtigten Blutdrucksenor im Karotisinus) bedingten erhöhten Blutdruck (Entzügelungshochdruck) (beim Aortenisthmus-Syndrom ist es umgekehrt). Mögliche Folgen der Minderdurchblutung im Bereich des Kopfes sind Kleinhirn- und Halbseiten-Symptome, Synkopen, Sehstörungen, Innenohrstörungen, trophische Störungen an den Händen und im Gesicht, sowie Kaubeschwerden (Claudicatio masticatoria).

## Therapie
Therapeutische Optionen sind die Thrombendarteriektomie, Umgehungsanastomosen und rekonstruktive Plastiken.